# Farid Khodja
 (avril 2024).
 (septembre 2024).
Si vous disposez d'ouvrages ou d'articles de référence ou si vous connaissez des sites web de qualité traitant du thème abordé ici, merci de compléter l'article en donnant les références utiles à sa vérifiabilité et en les liant à la section « Notes et références ».
Farid Khodja, né le 13 février 1964 à Blida, est un artiste-interprète algérien de musique andalouse.

## Biographie
Farid Khodja fut bercé dès son jeune âge par la musique de son oncle Mohamed Khodja, dit Dziri. Jouant du râbab, cet inconditionnel de la musique arabo-andalouse l'initia à la nouba en l'emmenant assister aux répétitions qu'il donnait à la doyenne de l'association blidéenne El Widadadia. Il fut inscrit à l’école Nedjma par son père 1975.
Il apprend ses premières gammes musicales du maître Mohamed Tobal. Cette rencontre lui sera bénéfique. À l'invitation de Abdelhakim Meziani, Farid Khodja intègre l'association Al Andaloussia d'Alger. La rencontre des maîtres Mustapha Boutriche, Mohamed Khaznadji et Nourredine Saoudi parfait son éducation musicale. En 1994, il rejoint l'association Al widadia de Bblida. Mustapha Benguergoura lui sera d'un apport considérable et enrichira son répertoire de noubates.
C'est en 1996 que Farid Khodja vole de ses propres ailes aux sons de son instrument fétiche, le rabâb. Il enregistre 5 CD, dont une nouba mezmoum, un florilège de chants haouzi et une nouba rasd eddil. Son dernier opus, Narandj, en collaboration avec Denis Martinez, paru en 2017, se veut un hommage à sa ville Blida.